# Camino Real de los Tejas

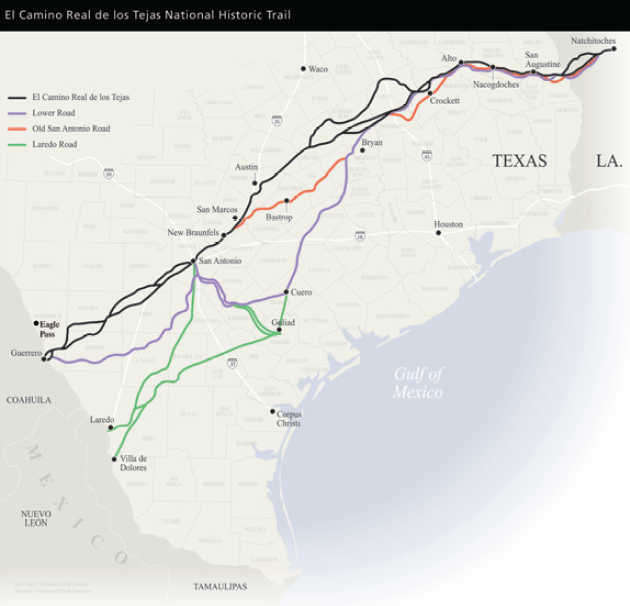
Las rutas de El Camino Real de los Tejas en Texas española.

El Camino Real de los Tejas (del inglés: El Camino Real de los Tejas National Historic Trail) es un sendero histórico nacional de Estados Unidos que cubre la sección en el país del Camino Real de Los Tejas, ruta histórica de la época imperial española del siglo XVII que atravesaba la Tejas española. El Servicio de Parques Nacionales designó el «Sendero histórico nacional Camino Real de los Tejas» como una de las unidades del Sistema nacional de senderos de los Estados Unidos en 2004. Las modernas carreteras de Texas 21  (junto con Texas OSR) y Louisiana 6 siguen más o menos la ruta original del recorrido.
El sendero tiene una longitud de unos 4000 km.

## Historia

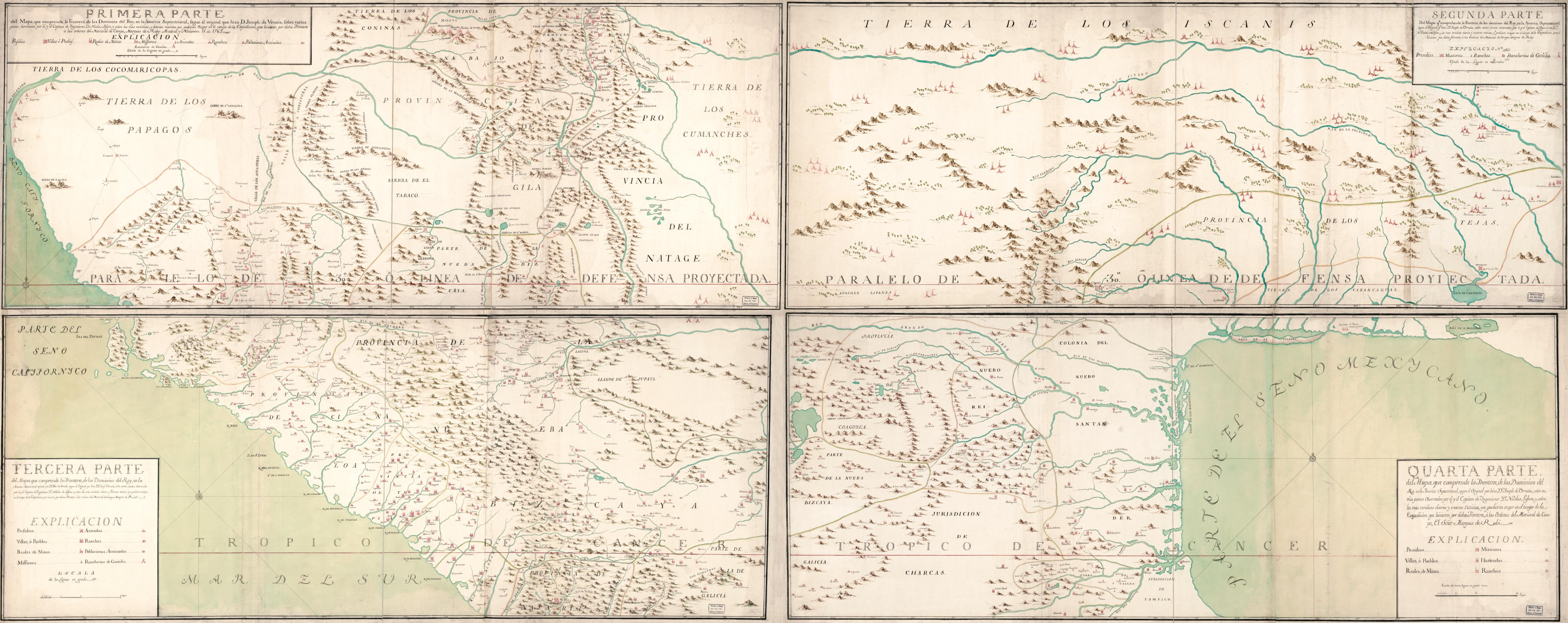
Mapa de José de Urrutia y de las Casas de 1769 mostrando el Camino Real de los Texas y el Camino Real Tierra Adentro, entre otros. US Library of Congress.

El sendero histórico se desarrolló entre la capital y centro del virreinato de la Nueva España —la actual Ciudad de México— y Natchitoches en la moderna Luisiana. De 1689 data la denominación Paso de Francia al vado del río Grande en Guerrero (Coahuila, México). Serpenteando a través de Saltillo, Monterrey, Laredo (en la moderna frontera de Texas), San Antonio y Nacogdoches, antes de llegar a la frontera de la Luisiana en el río Sabine. El cruce del río era un ferry, en uso desde alrededor de 1795, conocido como ferry de Chabanan. James Taylor Gaines compró el ferry en 1819, y se hizo conocido como el ferry Gaines. A su vez, Gaines vendió el ferry en 1843 y en algún momento comenzó a ser llamado ferry de Pendleton.  El ferry se mantuvo en servicio hasta que fue reemplazado en 1937 por el puente de Gaines-Pendleton.
Después de cruzar el río el camino pasaba por la zona neutral y Many, antes de terminar en Natchitoches. Durante siglos, los nativos americanos habían utilizado las rutas del sendero para el comercio entre las Grandes Llanuras y las regiones del desierto de Chihuahua. El Camino Real de Los Tejas fue seguido y marcado en primer lugar por los exploradores españoles y misioneros en la década de 1700. Fue uno de los varios camino reales, que conectaban las posesiones españolas en América del Norte con la Ciudad de México.

## Conservación

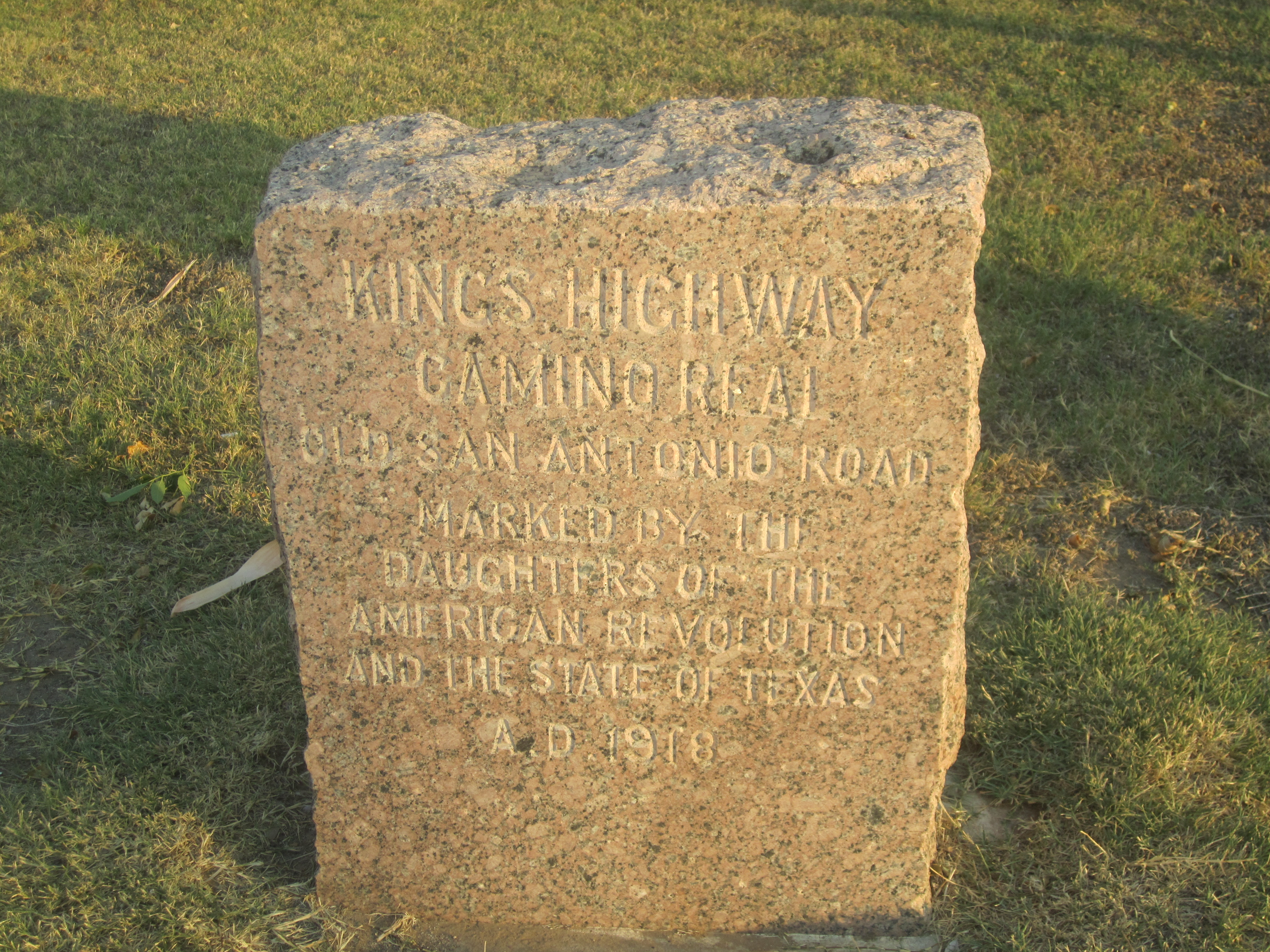
Hito de El Camino Real en Cotulla en el condado de La Salle en el sur de Texas

El interés en la carretera llamada Camino Real o Camino de San Antonio revivió a principios del siglo XX. En 1915, la Legislatura de Texas destinó $ 5000 para estudiar y marcar la ruta, y el topógrafo profesional V. N. Zivley fue el encargado de realizar el estudio. Unos años más tarde las Hijas de la Revolución Americana colocaron los hitos de granito a lo largo de la ruta para señalizarla. El Servicio de Parques Nacionales comenzó a desarrollar El Camino Real de los Tejas Sendero Histórico Nacional aprobando un Plan de Manejo Integral (Comprehensive Management Plan) en el año 2006.